# Tiszavasvári
Tiszavasvári è una città di 13.151 abitanti situata nella contea di Szabolcs-Szatmár-Bereg, nell'Ungheria nord-orientale.